# Croton eggersii
Espèce
Classification APG II (2003)
Statut de conservation UICN

 EN A4c : En danger
Croton eggersii est une espèce de plantes à fleurs du genre Croton et de la famille Euphorbiaceae, présente en Équateur.